# Euphrosine antarctica
Euphrosine antarctica är en ringmaskart som beskrevs av Kudenov 1993. Euphrosine antarctica ingår i släktet Euphrosine och familjen Euphrosinidae. Inga underarter finns listade i Catalogue of Life.